# Лімулунга
Лімулунга (англ. Limulunga) — одна з двох резиденцій літунги, традиційного правителя народу лозі в західній Замбії. Вона розташована на височині біля краю заплавної полонини Замбезі, неподалік від міста Монгу. Друга резиденція, Леалуї, знаходиться в низовині і затоплюється повінню; в ній літунга перебуває протягом сухого сезону, а з початком повені пересувається до Лімулунги. Щорічний переїзд правителя і його двора з Леалуї до Лімулунги святкується як фестиваль Куомбока.